# İhtiyarşahap Dağları
İhtiyarşahap Dağları, též Kavuşşahap Dağları je pohoří v Turecku táhnoucí se podél jižních břehů jezera Van, součást pohoří Taurus. Nachází se na území provincií Bitlis a Van. Nejvyšším vrcholem je 3 634 metrů vysoký Kepçe Dağı, mezi další významné vrcholy patří Arnos Dağı (3 547 m) nebo Artos Dağı (3 525 m). Relativní výška pohoří nad okolním terénem je až 2 000 metrů.
Geologicky patří pohoří do Bitliského masivu. Pohoří je tvořeno paleozoickými až mezozoickými metamorfovanými horninami především v karbonátovém vývoji (mramory, rekrystalizované vápence a dolomity, v některých místech svory a fylity), v jeho západní polovině jsou v centrální části zastoupeny také prekambrické granity, ruly a svory, na severních úpatích hory Artos Dağı pak také svrchněkřídové serpentinity a bazalty. Pohoří je součástí východoanatolského krasového regionu.
V pleistocénu byla centrální část pohoří zaledněna, výška sněžné čáry se pohybovala kolem 3000 m, čela ledovců sahala až do 2000 m na severních úbočích a 2300 m jinde, nejdelší ledovec byl 17 km dlouhý a plocha ledovců dosahovala přes 200 km2. Sněžná čára byla o 900 až 1250 metrů níže než v současnosti a průměrná roční teplota byla o 8 – 11 °C níže. V současnosti už se v pohoří nacházejí pouze miniaturní kamenné ledovce.

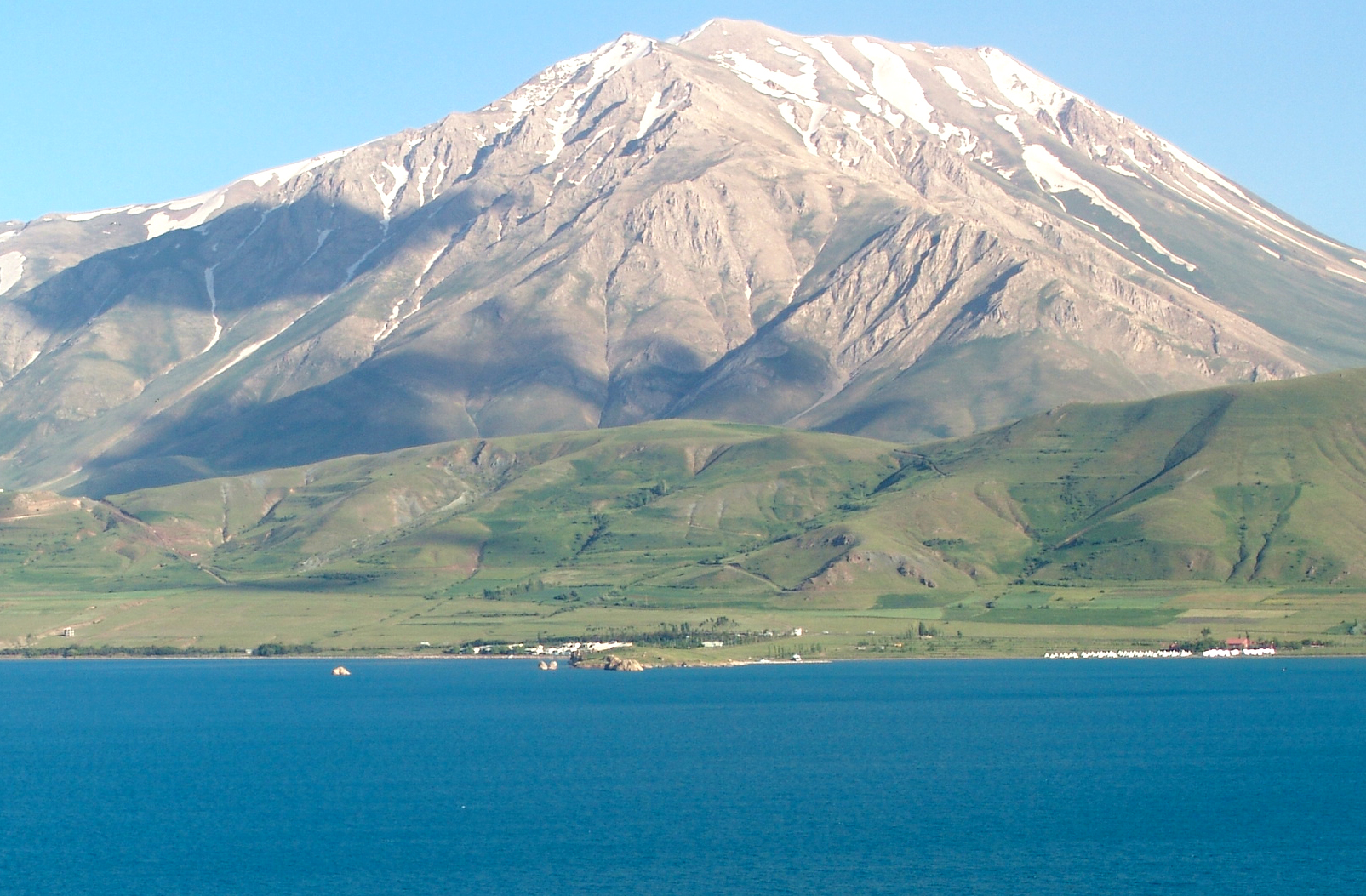
Artos Dağı z ostrova Akdamar
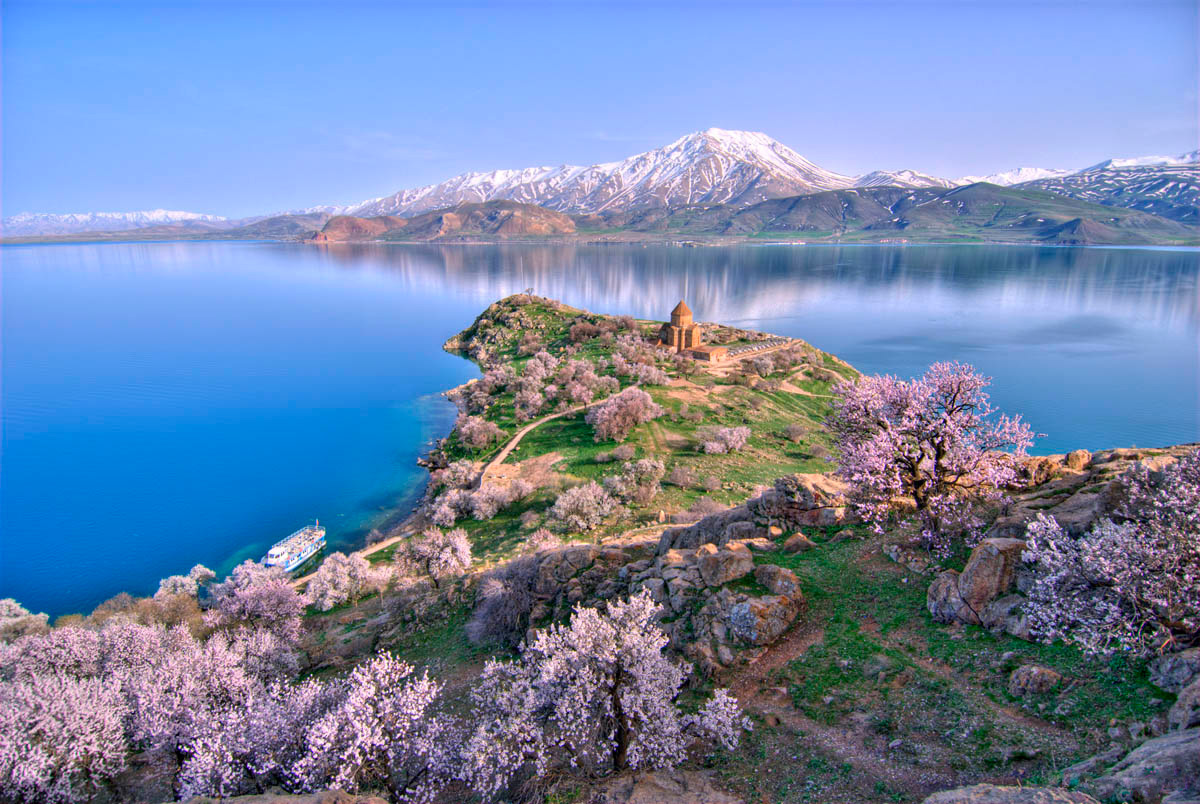
Artos Dağı z ostrova Akdamar
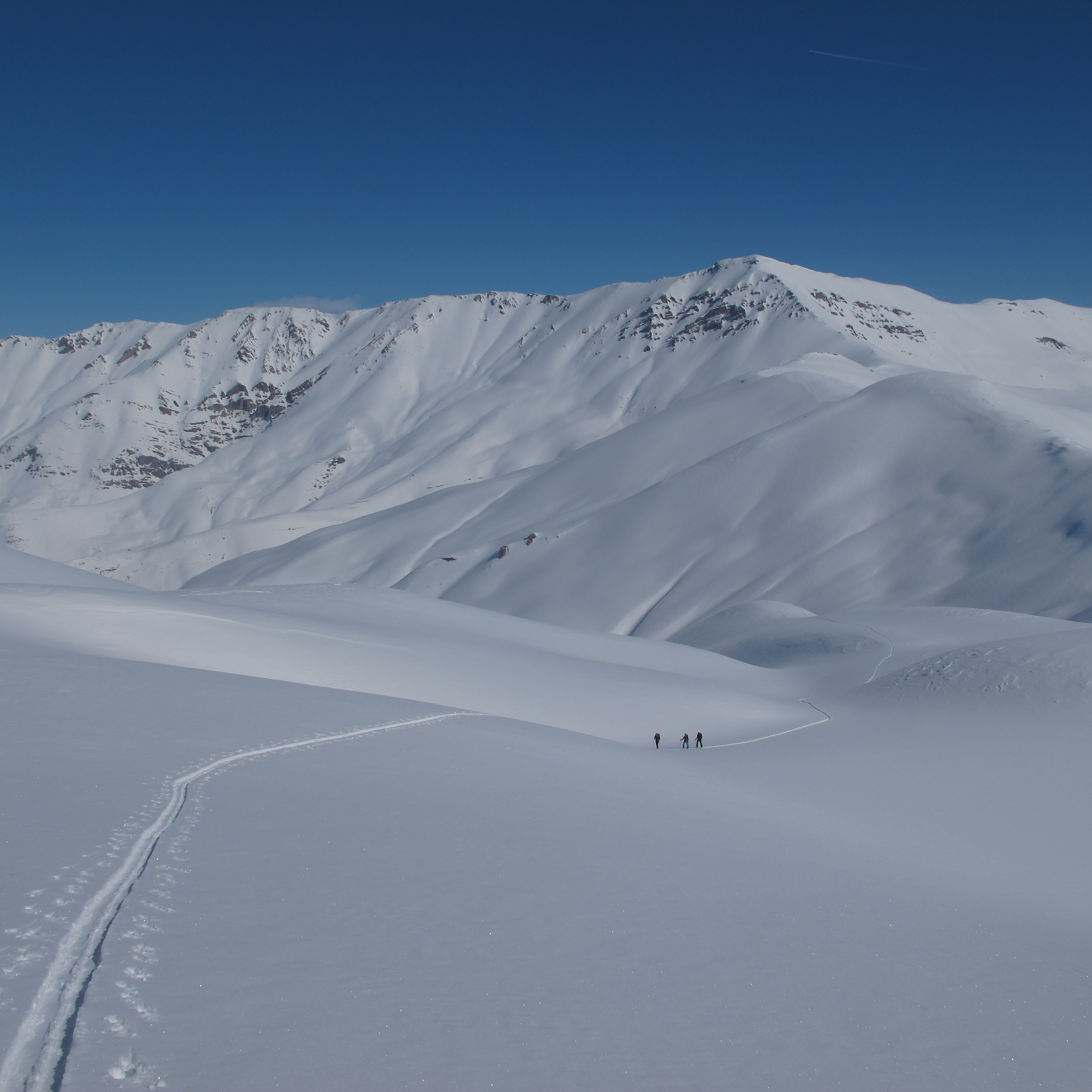
Kepçe Dağı, nejvyšší vrchol pohoří
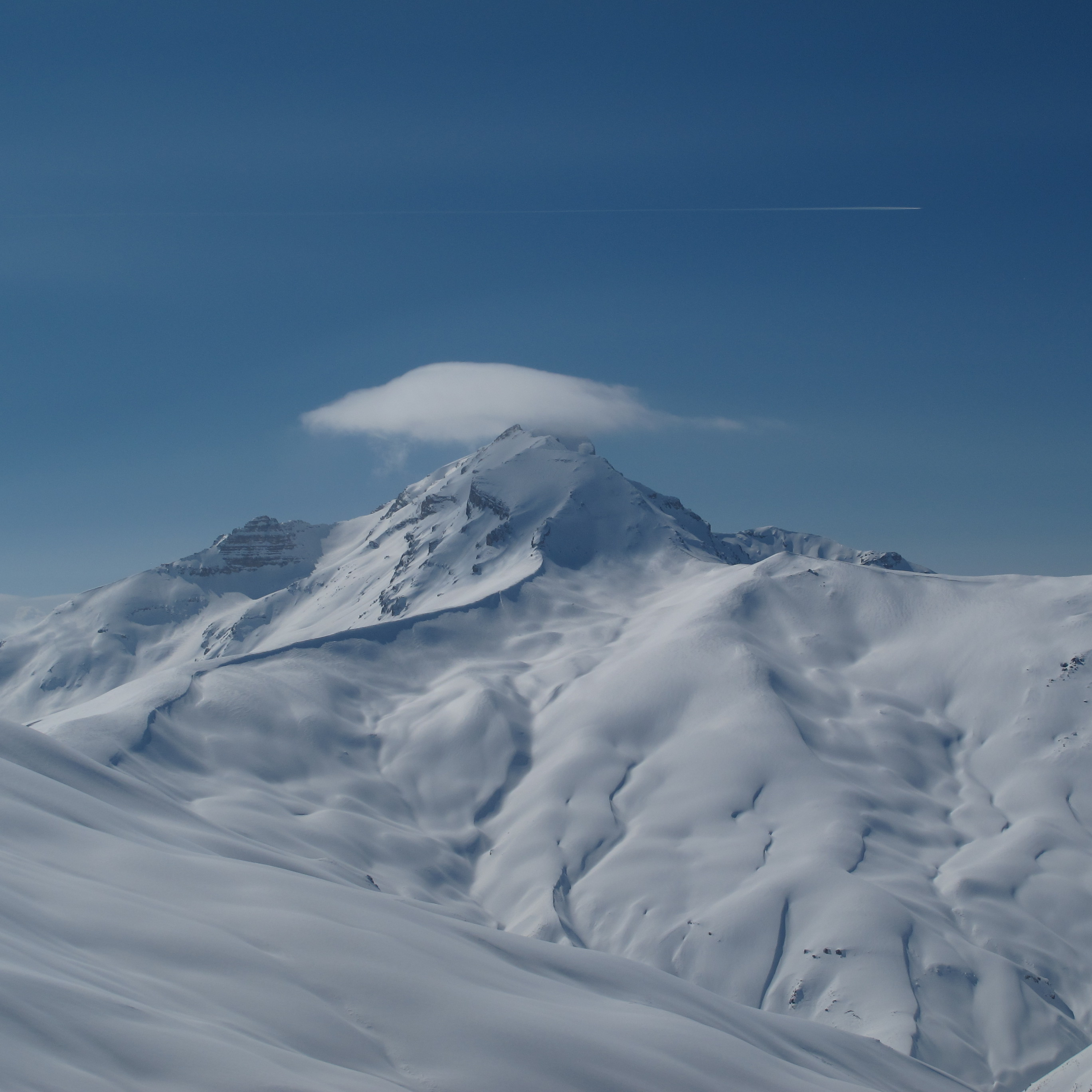
Arnos Dağı, druhý nejvyšší vrchol pohoří
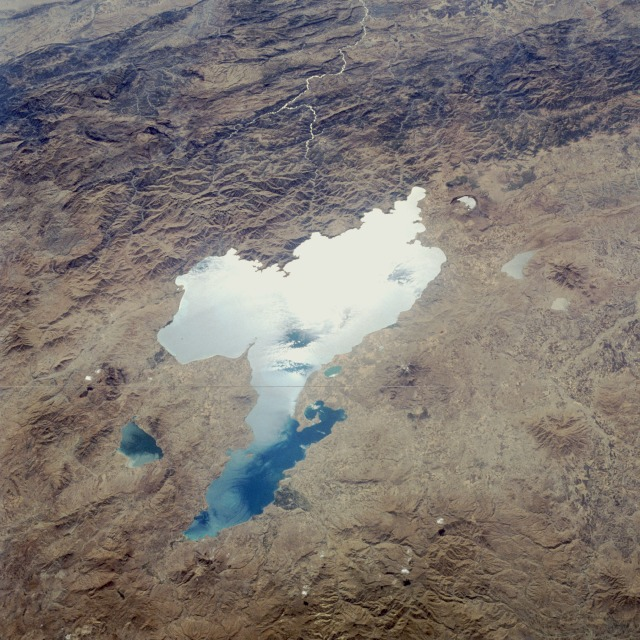
Satelitní pohled na jezero Van. Pohoří je vidět v horní části snímku